# Virginijus Baltušnikas
Virginijus Baltušnikas (Panevezjis, 22 januari 1968) is een voormalig Litouwse voetballer.

## Biografie
Baltušnikas begon zijn carrière bij Žalgiris en speelde daar tien jaar, maar werd wel kort uitgeleend aan Pachtakor Tasjkent en later aan 1. FC Magdeburg. In 1996 en 1997 speelde hij de Russische eersteklasser Lokomotiv Nizjni Novgorod. Nadat hij kort terugkeerde naar Žalgiris beëindigde hij zijn carrière bij Ekranas.
Hij speelde 42 wedstrijden voor het nationale elftal.